# 덩옌다

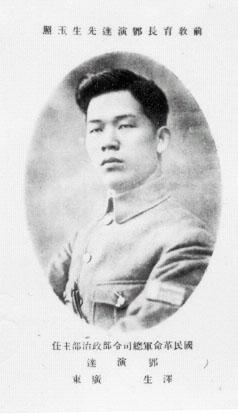

덩옌다(鄧演達, 1895년 3월 1일-1931년 11월 29일)는 중화민국의 정치인으로. 황푸 군관학교 교련부 부주임, 황푸군관학교 교육장, 국민혁명군 총사령부 정치부 주임 겸 우한행영 주임, 중국국민당 중앙집행위원, 중국국민당 중앙정치위원회 위원, 중국국민당 중앙군사위원회 총정치부 주임 등을 역임했다. 국민당 내에서는 국민당 좌파에 속한다. 1931년 장제스에 의해 남경에서 비밀리에 처형되었다.
덩옌다는 광둥성 후이저우현에서 태어났다. 그는 광둥과 우한의 군사 학교에서 교육을 받았고 1919년 바오딩 군사학교를 졸업했다. 1920년 광둥군에 징집되어 싸웠다. 1923년 쑨원이 소련과의 동맹 정책을 발표하자 덩샤오핑은 이를 강력히 지지했고, 러시아가 중화민국 국민당의 건설을 도운 황푸 사관학교 준비위원회에 임명되었다. 그는 1926년부터 1928년까지 국민당이 중국을 통일하기 위해 시작한 북방 원정에서 중요한 지휘관이었다.
1920년대 중반에 이르러 공화정 초기의 중국 정당들은 대부분 정치권에서 사라졌다. 국가 운명의 결정적 세력이 된 당은 중국공산당과 국민당 두 곳뿐이었다. 1927년, 중국 공산당과 국민당의 협력은 결렬되었다. 장제스는 중국 공산당에 학살과 무력 진압 정책을 가져왔다. 국민당에 대항하기 위해, 중국 공산당은 그들의 기지를 시골과 산간 지역으로 옮겨야 했다. 이후 중국에서는 두 정당의 사활이 걸린 투쟁이 불거졌다. 중국 정치가 두 개의 야당으로 분열된 배경에는 제3당이라고도 알려진 덩옌다의 당이 생겨났다.
덩옌다는 장제스를 독재자로 맹렬히 공격했다. 1931년 8월 17일 상하이 국제 정착촌에서 체포되어 난징으로 압송되어 1931년 11월 29일 처형되었다. 그의 무덤은 난징 근교 중산 쑨원의 묘소 근처에 있다.